# Kotawiec sawannowy
Kotawiec sawannowy (Chlorocebus pygerythrus) – gatunek ssaka naczelnego z podrodziny koczkodanów (Cercopithecinae) w obrębie rodziny koczkodanowatych (Cercopithecidae).

## Taksonomia
Gatunek po raz pierwszy zgodnie z zasadami nazewnictwa binominalnego opisał w 1821 roku francuski przyrodnik Frédéric Cuvier nadając mu nazwę Simia pygerythra. Miejsce typowe to Południowa Afryka. Holotyp to zamontowana skóra (w naturalnej pozycji) samca (sygnatura MNHN-ZM-2005-984) ze zbiorów Muzeum Historii Naturalnej w Paryżu.
Aby ocenić ważności proponowanych podgatunków potrzebne są dodatkowe prace taksonomiczne. Ch. pygerythus krzyżuje się z Ch. aethiops w południowo-zachodniej Etiopii oraz z Ch. tantalus w Ugandzie i Demokratycznej Republice Konga. W północnej Tanzanii niektóre osobniki Ch. pygerythus mają bardzo blade dłonie i stopy, co prowadzi do pytań o ich cechy opisowe. Na wyspach Oceanu Indyjskiego i Jeziora Wiktorii występują formy karłowate nesiotes i excubitor.
Autorzy Illustrated Checklist of the Mammals of the World rozpoznaje pięć podgatunków. Podstawowe dane taksonomiczne podgatunków (oprócz nominatywnego) przedstawia poniższa tabelka:
| Podgatunek         | Oryginalna nazwa                 | Autor i rok opisu               | Miejsce typowe                                             | Holotyp |
| ------------------ | -------------------------------- | ------------------------------- | ---------------------------------------------------------- | --- |
| Ch. p. excubitor   | Cercopithecus aethiops excubitor | E. Schwarz, 1926                | Wyspa Manda, Kenia.                                        | Skóra i czaszka dorosłego samca (sygnatura ZMB 35511) ze zbiorów Muzeum Historii Naturalnej w Berlinie; okaz zebrał 11 lutego 1903 roku Alfred Voeltzkow. |
| Ch. p. hilgerti    | Cercopithecus hilgerti           | Neumann, 1902                   | Rzeka Gobele, Uebi Szebelie, Etiopia.                      | Skóra i czaszka dorosłego samca (sygnatura ZMB 35503) ze zbiorów Muzeum Historii Naturalnej w Berlinie; okaz zebrany 27 maja 1901.                        |
| Ch. p. nesiotes    | Cercopithecus aethiops nesiotes  | E. Schwarz, 1926                | Chake-Chake, wyspa Pemba, Tanzania.                        | Skóra i czaszka dorosłego samca (sygnatura ZMB 35510) ze zbiorów Muzeum Historii Naturalnej w Berlinie; okaz zebrał w 1903 roku Alfred Voeltzkow.         |
| Ch. p. rufoviridis | Cercopithecus rufo-viridis       | I. Geoffroy Saint-Hilaire, 1843 | Afryka, ograniczone w 1976 do Mossuril, Nampula, Mozambik. | Zamontowana skóra (w pozycji naturalnej) samicy (sygnatura MNHN-ZM-2005-985) ze zbiorów Muzeum Historii Naturalnej w Paryżu.                              |

### Etymologia
- Chlorocebus: gr. χλωρος khlōros „bladozielony, żółty”; κηβος kēbos „długoogoniasta małpa”[42].
- pygerythrus: gr. πυγη pugē „zad, kuper, pośladki”[43]; ερυθρος eruthros „czerwony”[44].
- excubitor: łac. excubitor, excubitoris „strażnik, wartownik”, od excubare „pilnować”, od cubare „leżeć, spoczywać”[45].
- hilgerti: Carl Hilgert (1866-1940), niemiecki taksydermista, kolekcjoner z Afryki i Bliskiego Wschodu[46].
- nesiotes: gr. νησιωτης nēsiōtēs „wyspiarz”, od νησος nēsos „wyspa”[47].
- rufoviridis: łac. rufus „ryży, rudy”[48]; viridis „zielony”, od virere „być zielonym”[49].

## Zasięg występowania
Kotawiec sawannowy występuje we wschodnio-południowej Afryce zamieszkując w zależności od podgatunku:
- Ch. pygerythrus pygerythrus – Botswana, Zimbabwe, południowy Mozambik, Namibia, Południowa Afryka (KwaZulu-Natal i dawne prowincje Transwalu), Eswatini i Lesotho, na południe od rzeki Zambezi.
- Ch. pygerythrus excubitor – północno-wschodnia Kenia (wyspy Pate i Manda z archipelagu Lamu).
- Ch. pygerythrus hilgerti – południowa Etiopia (etiopska część Rift Valley i części wyżyn na wschód od Rift Valley), południowo-zachodnia Somalia, wschodnia Uganda, Kenia i północna Tanzania.
- Ch. pygerythrus nesiotes – wschodnia Tanzania (wyspy Pemba i Mafia).
- Ch. pygerythrus rufoviridis – południowo-zachodnia Uganda (na południe od Jeziora Wiktorii), Rwanda, Burundi, zachodnia Tanzania, Malawi, północny Mozambik i wschodnia Zambia (na wschód od doliny rzeki Luangwa) do rzeki Zambezi.

## Morfologia
Długość ciała (bez ogona) samic 30–62 cm, samców 42–70 cm, długość ogona samic 41–66 cm, samców 45–76 cm; masa ciała samic 1,5–4,9 kg, samców 3,1–6,4 kg.

## Tryb życia
Zamieszkuje sawanny i góry na wysokości do 4 000 m n.p.m. Głównie owocożerny, ale zjada również inne części roślin, owady i małe gryzonie. Gatunek liczny, lokalnie traktowany jako szkodnik upraw.

## Status zagrożenia
W Czerwonej księdze gatunków zagrożonych Międzynarodowej Unii Ochrony Przyrody i Jej Zasobów został zaliczony do kategorii LC (ang. least concern ‘najmniejszej troski’).